# David Eudal Martínez
David Eudal Martínez (nacido en Las Escaldas-Engordany, 10 de agosto de 1977) es un entrenador andorrano de baloncesto que actualmente dirige a la selección de baloncesto de Andorra.

## Trayectoria
David llegó a ser jugador del primer equipo del Bàsquet Club Andorra, tras retirarse, comenzó su carrera deportiva como entrenador en las categorías inferiores del River Andorra, dirigiendo desde 2011 a 2014 al segundo equipo de Liga EBA.
Desde 2014 a 2018, formó parte del personal técnico de Joan Peñarroya en el MoraBanc Andorra de la Liga Endesa, siendo asistente durante cuatro temporadas.
Desde 2018 a 2022, continuó en el equipo andorrano de Liga Endesa, siendo asistente de Ibon Navarro.
El 23 de enero de 2022, es nombrado como entrenador del MoraBanc Andorra de la Liga Endesa, tras la destitución de Ibon Navarro.
El 18 de abril de 2022, Eudal presenta la dimisión como técnico del MoraBanc Andorra y es sustituido por Óscar Quintana. Su balance en la competición doméstica fue tres victorias y ocho derrotas, mientras que en Eurocup, cinco triunfos y cuatro derrotas.

## Internacional
Desde el año 2012, David dirige a la Selección de baloncesto de Andorra, con la que ha conquistado dos medallas de oro en el Europeo de los Países Pequeños en San Marino (2012) y Gibraltar (2014), y una medalla de plata en Moldavia (2016). 

## Clubs
- 2011-14 River Andorra "B". Copa Cataluña
- 2012-Act. Selección de baloncesto de Andorra
- 2014-18. MoraBanc Andorra. Liga Endesa y Copa del Rey. Entrenador ayudante de Joan Peñarroya
- 2018-22. MoraBanc Andorra. Liga Endesa, Copa del Rey y Eurocup. Entrenador ayudante de Ibon Navarro
- 2022. MoraBanc Andorra. Liga Endesa y Eurocup. Primer entrenador

## Títulos
- 2010. Selección de baloncesto de Andorra. Europeo Sub-16 División C, en Andorra. Bronce
- 2012. Selección de baloncesto de Andorra. Europeo de los Países Pequeños, en San Marino. Oro
- 2014. Selección de baloncesto de Andorra. Europeo de los Países Pequeños, en Gibraltar. Oro
- 2016. Selección de baloncesto de Andorra. Europeo de los Países Pequeños, en Moldavia. Plata